# Alexis Saelemaekers
Alexis Jesse Saelemaekers zkráceně jen Alexis Saelemaekers (27. červen 1999, Berchem-Sainte-Agathe, Belgie) je belgický fotbalový záložník, který je hráčem italského klubu Řím, kde je na hostování z Milána. Také je reprezentantem Belgie.

## Přestupy
- z Anderlecht do Milán za 3 250 000 Euro (hostování)
- z Anderlecht do Milán za 7 650 000 Euro
- z Milán do Boloňa za 500 000 Euro (hostování)

## Kariéra

### Klubová
Vyrostl v mládežnické akademii Anderlechtu a debutoval v seniorském týmu 16. února 2018 při prohře 1:0 proti Sint-Truiden a v létě podepsal smlouvu do roku 2022. Do ledna 2020 nastoupil celkem do 64 utkání a vstřelil 2 branky. 
Dne 31. ledna 2020 se ve věku 20 let přestěhoval do Milána, která jej získal na hostování s opcí. Debut za Rossoneri zaznamenal 2. února při domácí remíze 1:1 proti Veroně. V létě byl koupen natrvalo. První branku vstřelil 18. července proti Boloni (5:1).
V následující sezóně nastupoval pravidelně jako záložník na křídle, i když byl koupen jako krajní obránce. S klubem slavil 2. místo v lize, jen o dva body od mistra. V sezoně 2021/22 si zahrál poprvé v LM, která skončila hned v základní skupině. V lize nastoupil do 36 utkání a byl hlavním členem mistrovském týmu, který slavil titul po 11 letech. Následující sezoně titul obhájit nedokázal a skončil na 4. místě, ale v LM pomohl do semifinále, kde jej vyřadil městský rival Inter.

## Reprezentační
Za Belgická fotbalová reprezentace|národní tým nastoupil poprvé 8. října 2020 proti Pobřeží slonoviny (1:1), ve kterém přihrál na gól. První branku vstřelil 5. září 2021 proti ČR (3:0).

## Statistika
| Sezóna               | Klub                 | Liga                 | Liga   | Liga | Domácí poháry | Domácí poháry | Domácí poháry | Kontinentální poháry | Kontinentální poháry | Kontinentální poháry | Celkem | Celkem |
| Sezóna               | Klub                 | Soutěž               | Zápasy | Góly | Soutěž        | Zápasy        | Góly          | Soutěž               | Zápasy               | Góly                 | Zápasy | Góly   |
| -------------------- | -------------------- | -------------------- | ------ | ---- | ------------- | ------------- | ------------- | -------------------- | -------------------- | -------------------- | ------ | ------ |
| 2018                 | Anderlecht           | Pro League           | 11     | 0    | BP            | 0             | 0             | -                    | 0                    | 0                    | 11     | 0      |
| 2018/19              | Anderlecht           | Pro League           | 30     | 0    | BP            | 1             | 0             | EL                   | 3                    | 0                    | 34     | 0      |
| 2019/20              | Anderlecht           | Pro League           | 16     | 2    | BP            | 3             | 0             | -                    | 0                    | 0                    | 19     | 2      |
| Celkem za Anderlecht | Celkem za Anderlecht | Celkem za Anderlecht | 57     | 2    | -             | 4             | 0             | -                    | 3                    | 0                    | 64     | 2      |
| 2020                 | Milán                | Serie A              | 13     | 1    | IP            | 2             | 0             | -                    | 0                    | 0                    | 15     | 1      |
| 2020/21              | Milán                | Serie A              | 32     | 2    | IP            | 1             | 0             | EL                   | 7                    | 1                    | 40     | 3      |
| 2021/22              | Milán                | Serie A              | 36     | 1    | IP            | 4             | 1             | LM                   | 6                    | 0                    | 46     | 2      |
| 2022/23              | Milán                | Serie A              | 30     | 2    | IP+IS         | 1+0           | 0+0           | LM                   | 8                    | 2                    | 39     | 4      |
| 2023/24              | Boloňa               | Serie A              | 30     | 4    | IP            | 2             | 0             | -                    | 0                    | 0                    | 32     | 4      |
| 2024                 | Milán                | Serie A              | 1      | 0    | IP+IS         | 0+0           | 0+0           | LM                   | 0                    | 0                    | 1      | 0      |
| Celkem za Milán      | Celkem za Milán      | Celkem za Milán      | 112    | 6    | -             | 8             | 1             | -                    | 21                   | 3                    | 141    | 10     |
| 2024/25              | Řím                  | Serie A              | 22     | 7    | IP            | 2             | 0             | EL                   | 7                    | 0                    | 31     | 7      |
| Celkově              | Celkově              | Celkově              | 222    | 19   | -             | 16            | 1             | -                    | 31                   | 3                    | 269    | 23     |

## Úspěchy

### Klubové
- vítěz italské ligy (1x)

Milán: 2021/22

### Reprezentační
- 1× na LN UEFA (2020/21)
- 1× na ME 21 (2019)